# Троице-Лыково (техническая платформа)
«Троице-Лыково» — техническая платформа, расположенная под пикетом ПК 209+01 на перегоне «Крылатское» — «Строгино» Арбатско-Покровской линии Московского метрополитена. Объект находится приблизительно в километре к югу от «Строгино», рядом с одноимённым селом и усадьбой.
Станция используется только как служебная — на ней постоянно работает персонал, для посадки и высадки которого в графике движения поездов, на случай необходимости, предусмотрены остановки (вход и выход осуществляются через кабину машиниста).

## Техническая характеристика
«Троице-Лыково» представляет собой платформу длиной в 26 метров (то есть чуть более одного вагона) с лестницей по первому пути (на втором пути имеется только небольшой мостик с переходом на первый и со спуском в тоннель), ведущей в своеобразную центральную камеру, где находятся тягово-понизительная подстанция, блок технических помещений (для обслуживания расположенного в соединённых тоннелях участка) и аварийный выход на поверхность. Объект частично примыкает к вентшахте № 380.

## Перспективы строительства и открытия
По одной из версий, «Троице-Лыково» была запроектирована как полноценная пассажирская станция. При её строительстве был оставлен задел в 200 м, на котором пути максимально сближены и выровнены. Таким образом, к существующей платформе может быть в дальнейшем пристроен полноценный станционный зал, и станция станет открыта для пассажиров. Однако, по словам блогера-исследователя Александра «Russos» Попова, поскольку возле неё находятся тягово-понизительная подстанция и служебные помещения, строить как полноценную станцию её никогда не планировали и в действительности она изначально по нормам безопасности предназначена как эвакуационный выход в связи с протяжённостью перегона «Крылатское» — «Строгино» 6,6 км, что делает его самым длинным в Московском метрополитене.
Название для будущей станции было утверждено 24 июня 2008 года постановлением Правительства Москвы на основании предложения городской межведомственной комиссии по наименованию территориальных единиц, улиц и станций метрополитена.
Планов по развитию прилегающей территории у города нет — наоборот, согласно постановлению Правительства Москвы о сносе московских деревень, Троице-Лыково включено в список сохраняемых деревень.
В программе развития Московского метрополитена до 2015 года, обнародованной на его официальном сайте, «Троице-Лыково» отсутствовала. Во всех прочих проектах она значилась как перспективная. Хотя с декабря 2007 по декабрь 2009 года «Троице-Лыково» присутствовало на схемах в вагонах метро как строящаяся и была оттуда убрана только при их замене в связи с продлением Арбатско-Покровской линии в Митино.
В 2017 году станция была окончательно исключена из перспективных схем ввиду утверждения трассировки проектируемой Рублёво-Архангельской линии, в состав которой входила будущая станция с таким же названием (эта станция позднее получила название «Липовая Роща»). Новая станция будет располагаться за МКАД, в 1,5 км к западу от данной платформы.

## Путевое развитие
Самый длинный перегон в Московском метро не имеет ни одной стрелки между станциями «Крылатское» и «Строгино». Пошёрстный съезд находится перед станцией «Крылатское», а за станцией «Строгино» расположены шестистрелочные тупики. Это связано, в первую очередь, с наличием вышеупомянутого перехода между тоннелями на «Троице-Лыково», а также наличием соприкасающихся платформ длиной в 25 м в районе притоннельной точки «Д», таким образом, позволяющим совершать ротацию машинистов до и после смены.

## В культуре
Станция присутствует на карте вымышленной линии «М2» в дополнении (моде) «Metrostroi Subway Simulator» к игре «Garry's Mod» в Steam, разработана «игроками-энтузиастами» и функционирует в аддоне в Steam Workshop. Дополнение отличается от других компьютерных симуляторов поезда высокой реалистичностью.

## Галерея

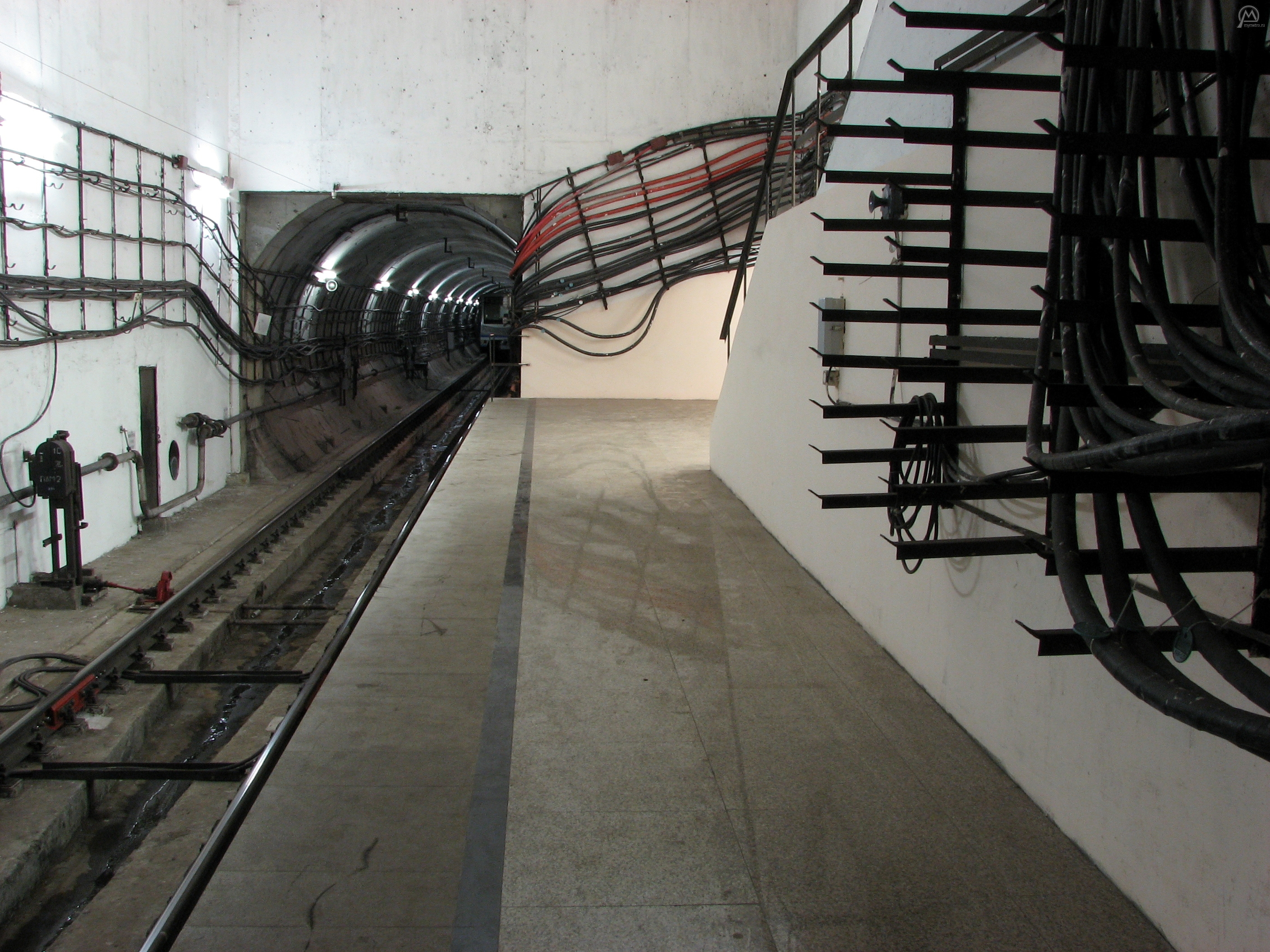
Платформа станции с отделкой. 20 мая 2009 года
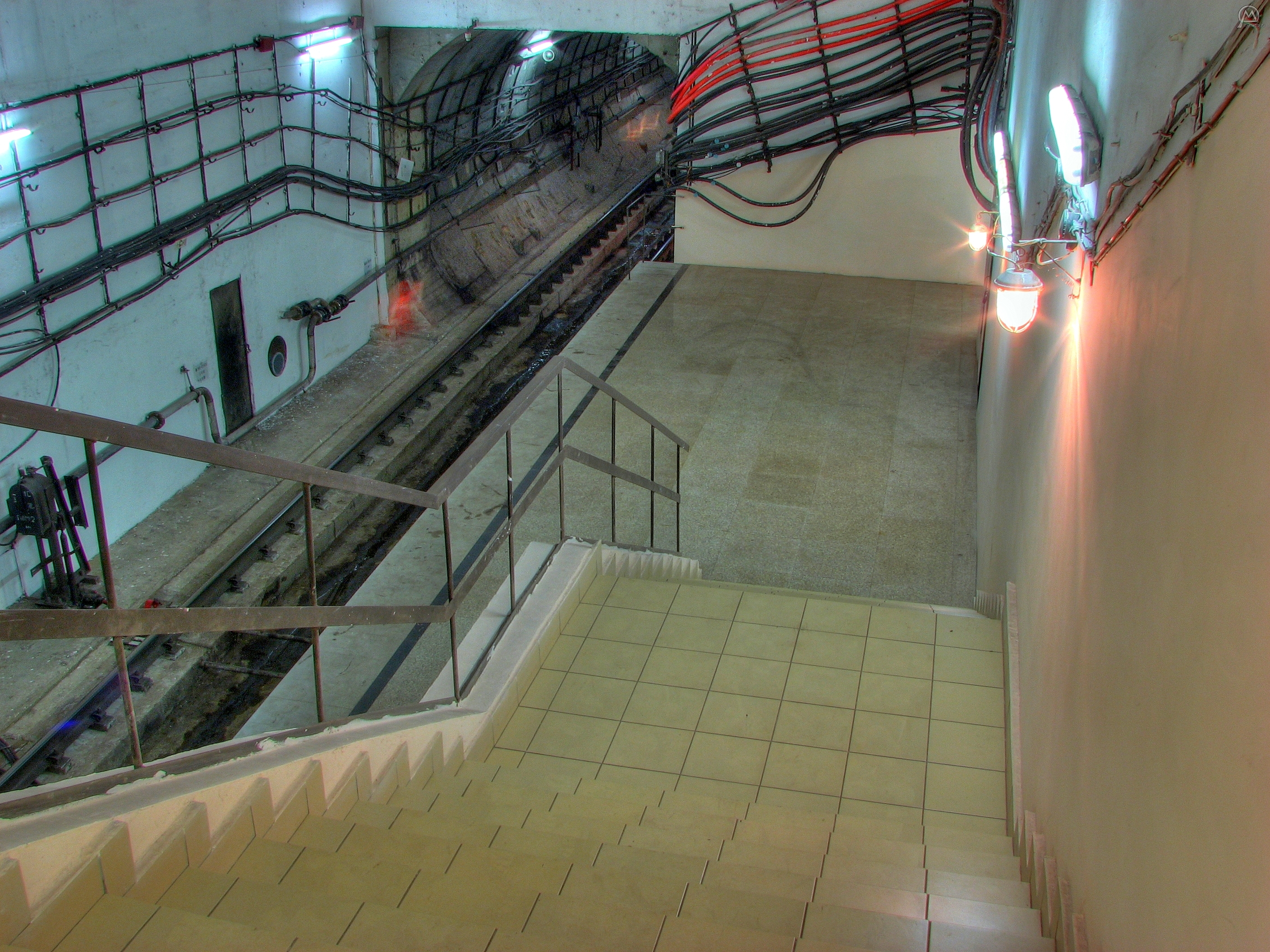
Станция с отделкой. 20 мая 2009 года
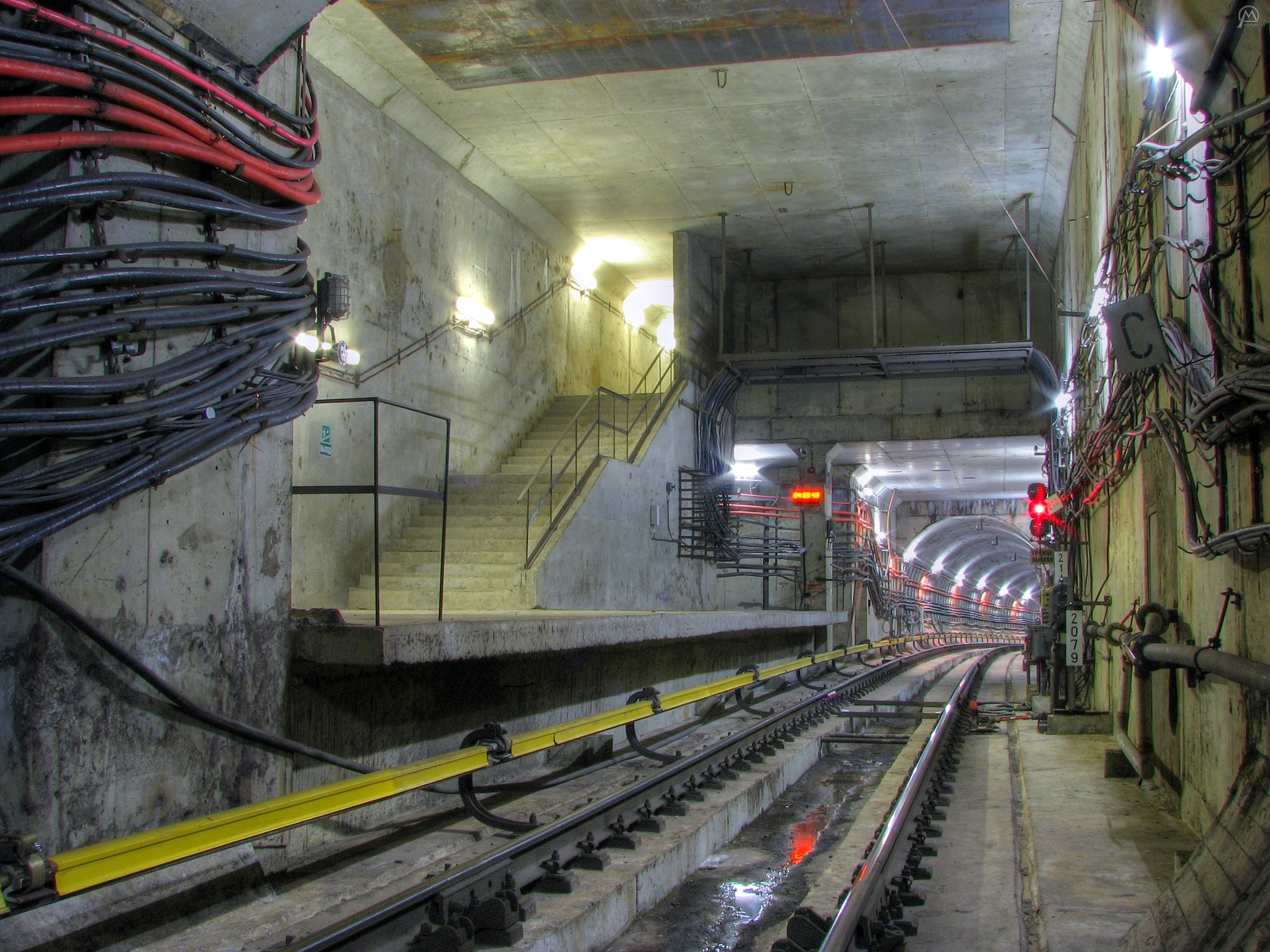
Вид с первого пути в сторону «Строгино». 10 ноября 2008 года
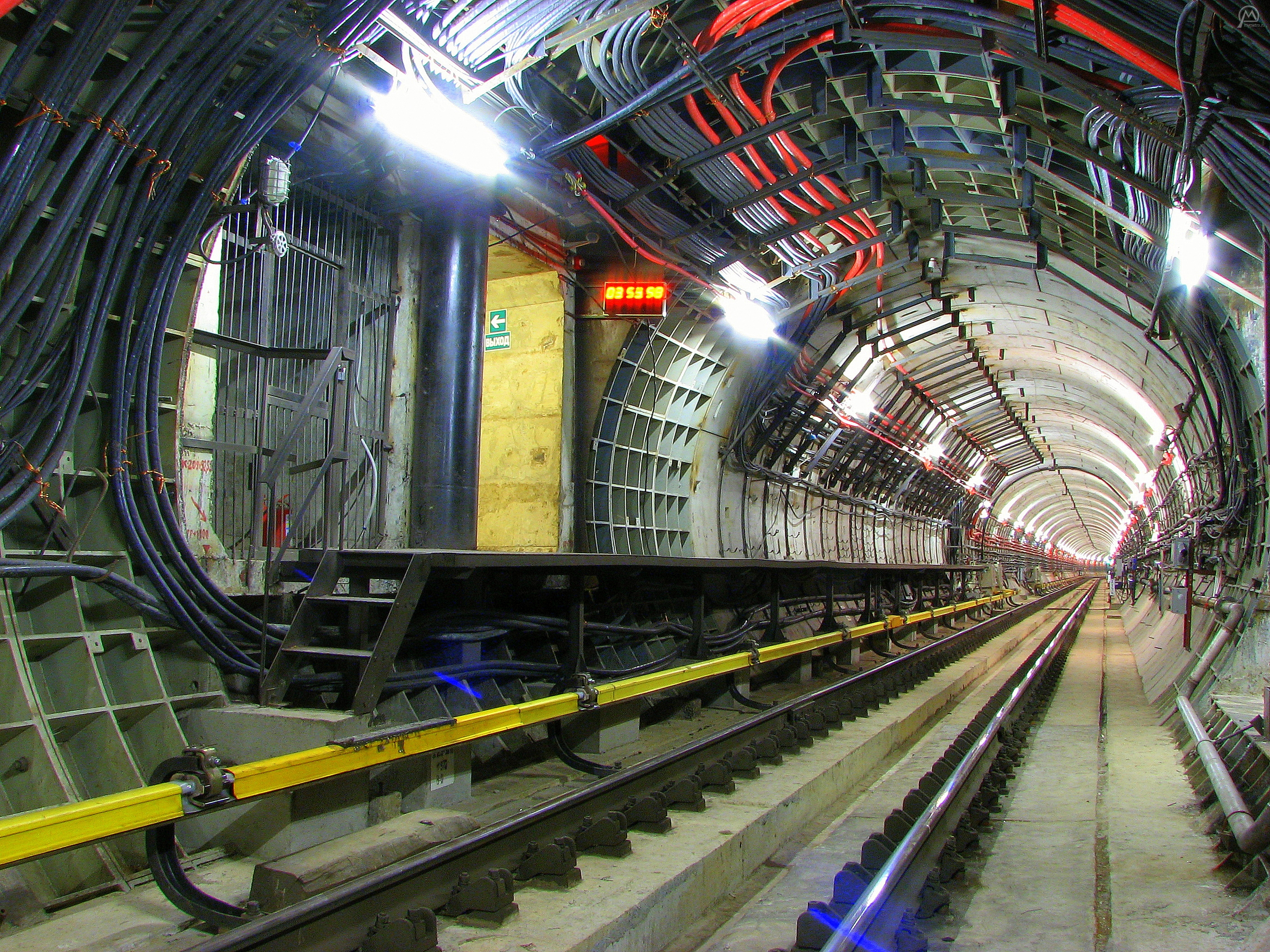
Мостик на 2-м пути. 10 ноября 2008 года
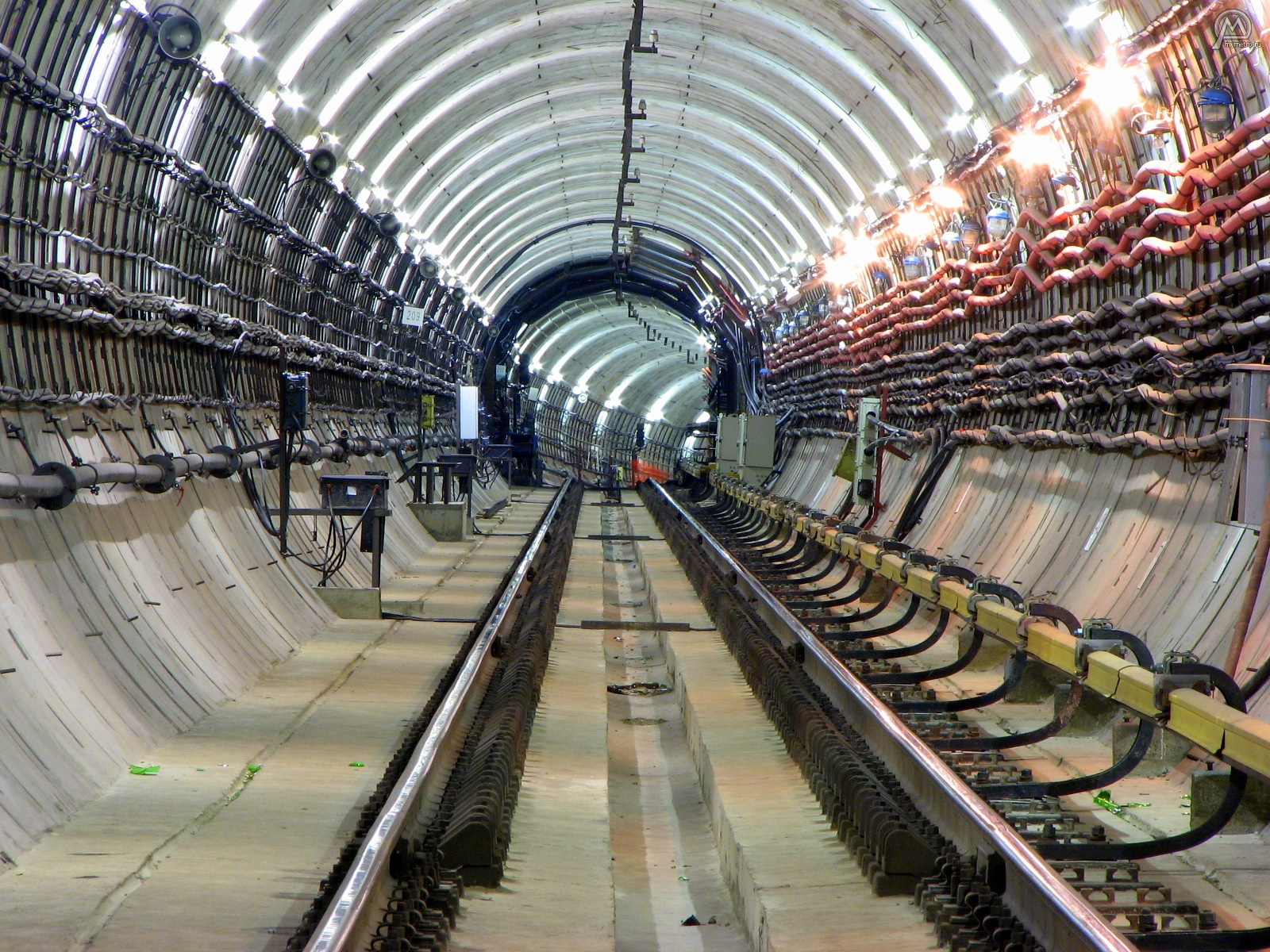
Задел под пассажирскую платформу. 22 сентября 2008 года
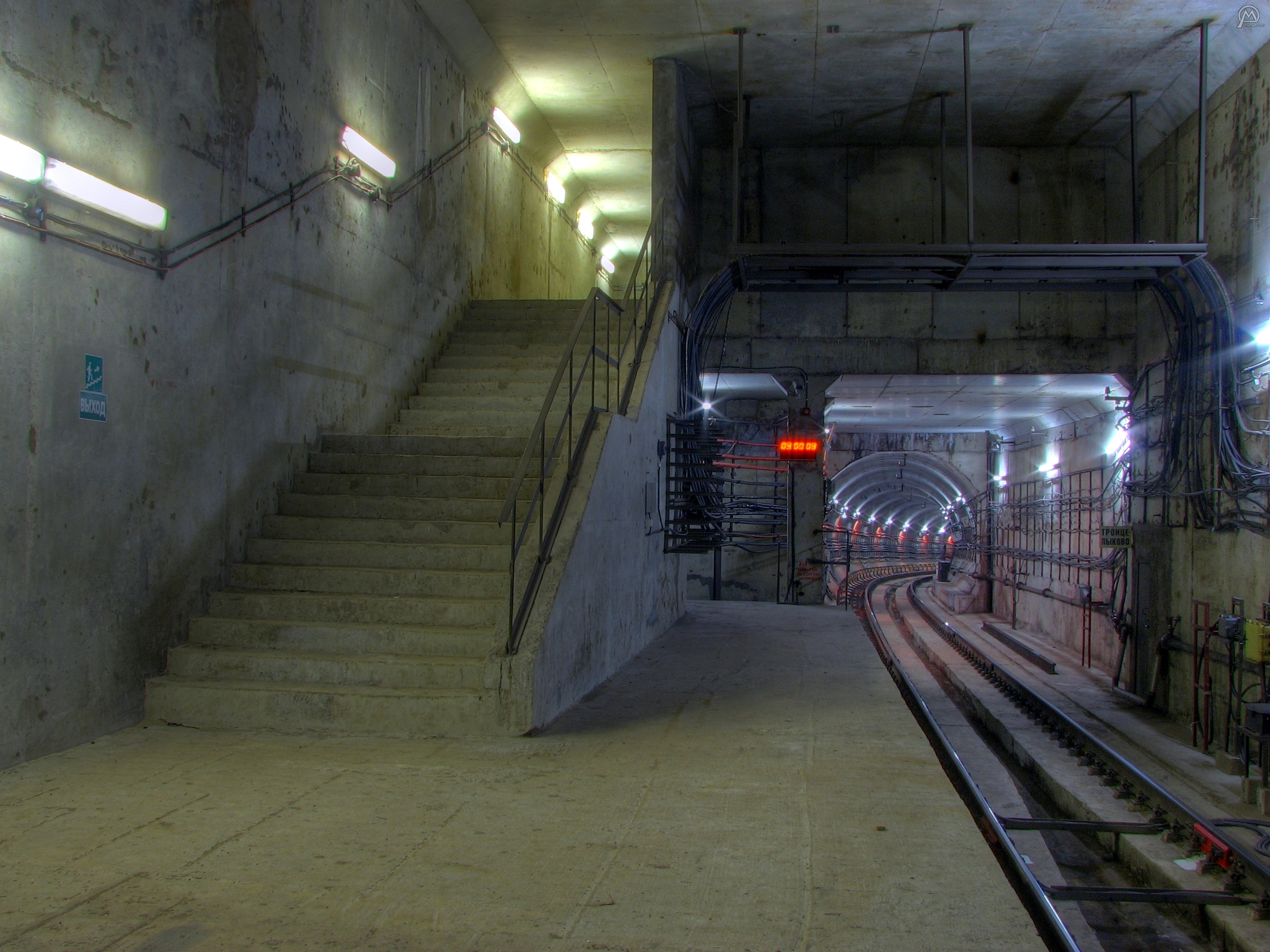
Выход. 10 ноября 2008 года
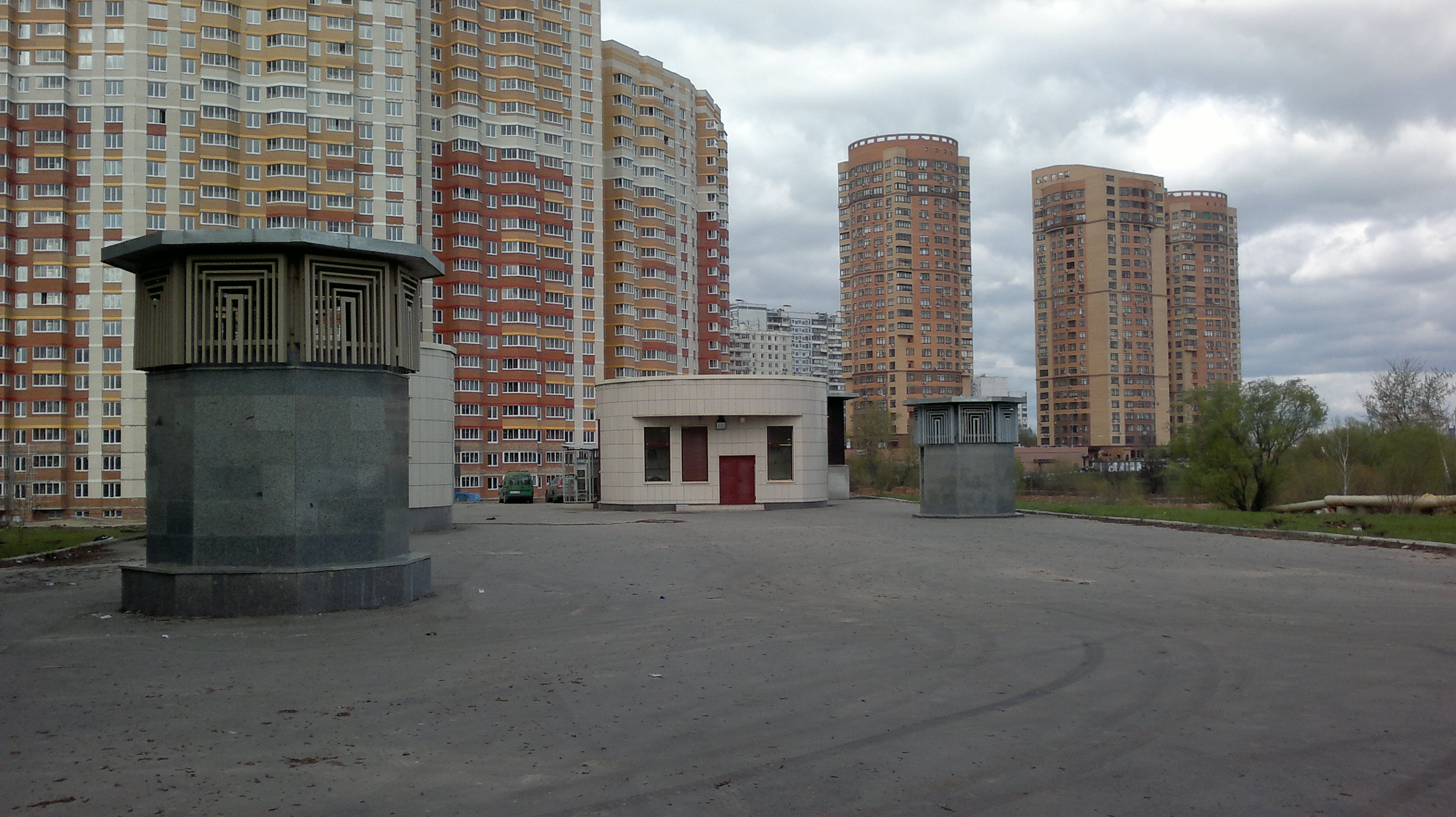
Аварийный выход со станции. 6 мая 2013 года